# Girolamo Pietraperzia Barresi
Girolamo Pietraperzia Barresi (Koninkrijk Sicilië, tussen 1502 en 1505 – Palermo, 23 maart 1549) was een edelman in het koninkrijk Sicilië dat onder de Spaanse Kroon der Habsburgers viel. Barresi slaagde er niet in zich vrij te kopen uit de gevangenis voor vadermoord: hij werd finaal terechtgesteld.
Zijn titel was markies van Pietraperzia.

## Levensloop

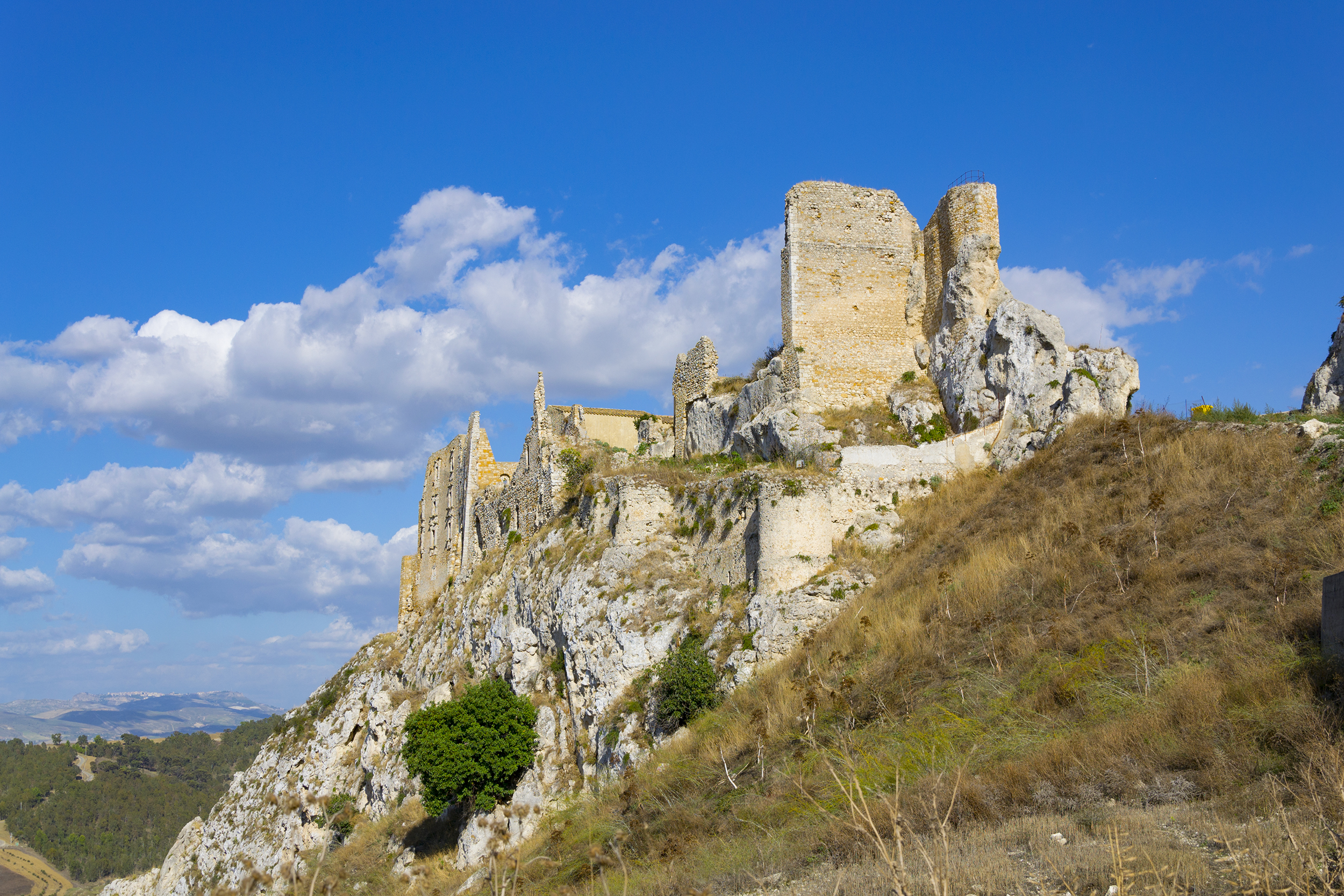
Castello Barresi in Pietraperzia, Sicilië. Voorvaderlijk slot van de familie.

Barresi werd geboren tussen 1502 en 1505; zijn ouders waren Matteo Barresi, baron van Pietraperzia, en Antonella Valguarnera, dochter van Vitale Valguernera, graaf van Assoro. Vader Matteo baatte de kastelen uit die in familiebezit waren, waaronder het voorvaderlijke slot Castello Barresi in Pietraperzia en het stadspaleis in Palermo, in de wijk Kalsa. 
Barresi volgde school bij privéleraren in Messina. In 1527 huwde hij met Antonia Ventimiglia van de familie der markiezen van Geraci. Het duurde tot 1529 eer het huwelijkscontract tussen beide adellijke families gesloten werd; de huwelijksschat werd vastgelegd op 23.000 florijnen en enkele domeinen van de familie Ventimiglia.
Barresi’s vader overleed vervolgens tussen eind december 1531 en begin januari 1532. Barresi werd beleend met alle feodale lenen en titels van zijn vader. Hij mocht zich voortaan markies van Pietraperzia noemen. In deze periode dook het gerucht op dat Barresi zijn vader en twee bedienden vermoord had. Ettore Pignatelli e Caraffa, onderkoning van Sicilië, wenste de zaak niet te onderzoeken.
Drie jaar later, in 1535, bezochten keizer Karel V en de nieuwe onderkoning Ferrante Gonzaga Sicilië. De zaak Barresi werd opgerakeld. Barresi werd gemarteld op keizerlijk bevel. Hij bekende de moord op zijn vader door verstikking met een kussen, alsook de moord op de twee bedienden. Barrosi wees drie familieleden aan die hem geholpen hadden bij de moordpartij. Enkel Barresi werd in de gevangenis van Palermo vastgehouden. Zijn familieleden bleven vrij. In de jaren 1536-1538 bood Barresi aan de Spaanse Kroon een gift van 30.000 dukaten om vrij te komen; de vrijgelaten familieleden wilden daar nog 6.000 dukaten bijvoegen. Het doodvonnis vastgelegd op 8 april 1537 werd terzijde geschoven. Het Parlement van Sicilië vroeg in 1538 om zijn vrijlating. Keizer Karel V weigerde amnestie te verlenen. Barresi verhoogde zijn bod tot 40.000 dukaten. Onderkoning Ferrante beval Barresi het geld bij elkaar te zoeken. De verkoop van de kastelen van markies Barresi zette zich in beweging. Het Spaans bestuur had het geld nodig voor de oorlogskas van keizer Karel V.
Een vrijlating van Barresi kwam er niet. Negen jaar later, in 1547, werd Juan de Vega onderkoning van Sicilië. Hij wilde als politieke daad stellen dat doodvonnissen moesten uitgevoerd worden. Barresi kreeg nog de tijd een financiële regeling te treffen voor zijn vrouw en huwbare dochters. Op 23 maart 1549 werd Barresi onthoofd voor de gevangenis van Palermo. 
Eind 1549 stierf zijn vrouw, mogelijks door vergiftiging of zelfvergiftiging. Zoon Pietro Barresi maakte verder carrière in dienst van Spanje: deze werd kapitein-generaal van Sicilië en door koning Filips II verleend met de titel prins van Pietraperzia.